# Haimen
Haimen (海门市S, HǎiménP) è una città-contea della Cina, situata nella provincia di Jiangsu e amministrata dalla prefettura di Nantong.